# 為愛向錢衝
《為愛向錢衝》（直譯為《墜入情海～我成功的秘密～》，《～》）是在日本富士電視台系統播出的日本電視劇。於2005年4月14日至6月23日播出，總計11集。由草彅剛主演。在台灣由緯來日本台於2006年8月推出。香港有線電視娛樂台亦於2007年4月30日起播映。

## 故事概述
鈴木島男（草彅剛飾演）承繼了過世的父親所經營的螺釘工廠。但由於會計的醜聞導致破產而公司倒閉了。這件事情也因而震驚母親，使母親病死了。
走投無路了的島男，想起了在海外偶然相識的大公司國境的社長，高柳徹（堤真一飾演）。但只有名片一張，而沒有預約的島男，被職員以心理變態者來對待，始終無法見到高柳。後來島男變成那個大樓的警衛員，才創造了遇到高柳的機會。
某日，國內的網路新事業，伺服器中毒而引起了公司內部的紛亂。島男身為警備員短時間修復了連職員也不能弄好的系統。
高柳聽了七海（和久井映見飾演）的話，想起了島男以前被認為是天才程式設計師的事，因而僱用島男。並且島男，逐漸為去經營者的道前進的……

## 演員

### 島男家族
- 鈴木島男（草彅剛）
- 鈴木萬里子→安藤萬里子（木村佳乃）
- 安藤龍太（山本耕史）
- 鈴木藍子（高林由紀子）（第一集）

### 開拓者社員
- 高柳徹（堤真一）
- 白川香織（松下奈緒）
- 神谷陸（谷原章介）
- 藤井裕美（滝沢沙織）
- 宮沢修（鈴木浩介）
- 桐野七海（和久井映見）

### 其他
- 星野守子（佐藤江梨子）：酒館「rioha」店長
- 豊田久（金田明夫）：警備員
- 桜庭智明（鶴見辰吾）（第7集以後）

## 副題及收視率
| 各話   | 原文副題         | 收視率 |
| ------ | ---------------- | ------ |
| 第1話  | ずっと探してた人 | 15.8%  |
| 第2話  | 憧れのヒルズへ   | 17.4%  |
| 第3話  | ヒルズの成功とは | 14.2%  |
| 第4話  | ヒルズは歌う     | 15.6%  |
| 第5話  | ヒルズの大逆転   | 16.8%  |
| 第6話  | ヒルズの秘密     | 15.6%  |
| 第7話  | ヒルズの頂点へ   | 16.3%  |
| 第8話  | ヒルズの新社長   | 15.9%  |
| 第9話  | 愛を止めないで   | 16.5%  |
| 第10話 | 告白             | 16.6%  |
| 第11話 | ヒルズに恋して   | 18.3%  |

平均收視率16.3％（由公司調查）

## 主題曲
- Crystal Kay - 墜入情網（恋におちたら）

## 作品的變遷
| 日本富士電視台 木曜劇場 星期四 22:00至22:54 | 日本富士電視台 木曜劇場 星期四 22:00至22:54 | 日本富士電視台 木曜劇場 星期四 22:00至22:54 |
| ------------------------------------------- | ------------------------------------------- | ------------------------------------------- |
|                                             | 為愛向錢衝 （2005.4.14 - 2005.6.23）        |                                             |
| 溫柔時光 （2005.1.13 - 2005.3.24）          | 電車男 （2005.7.7 - 2005.9.22）             |                                             |